# 200 Motels (trilha sonora)
200 Motels é a trilha sonora do filme 200 Motels, de Frank Zappa. Foi lançada em 1971.
| Críticas profissionais                                                      | Críticas profissionais |
| Avaliações da crítica                                                       | Avaliações da crítica  |
| Fonte                                                                       | Avaliação              |
| --------------------------------------------------------------------------- | ---------------------- |
| Allmusic                                                                    | [ 1 ]                  |
| Piero Scaruffi                                                              | [ 2 ]                  |
| Esta tabela precisa de ser acompanhada por texto em prosa. Consulte o guia. |                        |

## Lista de faixas

### Lado um
1. "Semi-Fraudulent/Direct-From-Hollywood Overture" – 2:01
2. "Mystery Roach" – 2:32
3. "Dance of the Rock & Roll Interviewers" – 0:48
4. "This Town Is a Sealed Tuna Sandwich (Prologue)" – 0:55
5. "Tuna Fish Promenade" – 2:29
6. "Dance of the Just Plain Folks" – 4:40
7. "This Town Is a Sealed Tuna Sandwich (Reprise)" – 0:58
8. "The Sealed Tuna Bolero" – 1:40
9. "Lonesome Cowboy Burt" – 3:54

### Lado dois
1. "Touring Can Make You Crazy" – 2:54
2. "Would You Like a Snack?" – 1:23
3. "Redneck Eats" – 3:02
4. "Centerville" – 2:31
5. "She Painted up Her Face" – 1:41
6. "Janet's Big Dance Number" – 1:18
7. "Half a Dozen Provocative Squats" – 1:57
8. "Mysterioso" – 0:48
9. "Shove It Right In" – 2:32
10. "Lucy's Seduction of a Bored Violinist & Postlude" – 4:01

### Lado três
1. "I'm Stealing the Towels" – 2:15
2. "Dental Hygiene Dilemma" – 5:11
3. "Does This Kind of Life Look Interesting to You?" – 2:59
4. "Daddy, Daddy, Daddy" – 3:11
5. "Penis Dimension" – 4:37
6. "What Will This Evening Bring Me This Morning" – 3:29

### Lado quatro
1. "A Nun Suit Painted on Some Old Boxes" – 1:08
2. "Magic Fingers" – 3:53
3. "Motorhead's Midnight Ranch" – 1:28
4. "Dew on the Newts We Got" – 1:09
5. "The Lad Searches the Night for His Newts" – 0:41
6. "The Girl Wants to Fix Him Some Broth" – 1:10
7. "The Girl's Dream" – 0:54
8. "Little Green Scratchy Sweaters & Corduroy Ponce" – 1:00
9. "Strictly Genteel (The Finale)" – 11:08

## Equipe
- Bob Auger – Engenheiro;
- Theodore Bikel – Narrador;
- Jimmy Carl Black – Vocais;
- George Duke – Trombone, teclado;
- Aynsley Dunbar – bateria;
- Howard Kaylan – vocais;
- Barry Keene – Overdubs, mixagem;
- David McMacken – Desenho, ilustrações;
- Patrick Pending – notas;
- Jim Pons – Vozes;
- Royal Philharmonic Orchestra
- Cal Schenkel – Desenho;
- Ian Underwood – Teclados, madeiras;
- Ruth Underwood – Percussão;
- Mark Volman – Vocais, fotografia;
- Frank Zappa – Baixo, guitarra, produção, orquestração.

## Vendas
Álbum - Billboard (América do Norte)
| Ano  | Lista      | Posição |
| ---- | ---------- | ------- |
| 1971 | Pop Albums | 59      |